# سید اباظه
سید اباظه (انگلیسی: Sayed Abaza؛ ۱۸۹۷ – نوامبر ۱۹۶۲) بازیکن فوتبال اهل مصر بود.
از باشگاه‌هایی که در آن بازی کرده‌است می‌توان به باشگاه ورزشی الاهلی و باشگاه فوتبال السکه الحدید اشاره کرد.